# Claudia Schijman
Claudia Schijman es una actriz cómica de reparto de cine, teatro y televisión argentina.

## Carrera
Schijman es una reconocida actriz cómica de gran versatilidad al momento de interpretar papeles graciosos tanto en cine como en televisión.
En cine son conocidas sus participaciones en películas como Cohen vs. Rosi, Diario para un cuento, Terminal y Pendeja, payasa y gorda, entre muchas otras.
Por su característico rostro fue una recurrida actriz publicitaria de marcas como las papitas Frenchitas 1995) por la que se hizo muy conocida públicamente por la popular frase "Papita pal loro", y Arnet.
En televisión trabajó junto a Antonio Gasalla y Norma Pons en El palacio de la risa, y Buenos vecinos con Hugo Arana y Moria Casán.
También se desempeña como docente en talles como el Seminario de Teatro 2018 - Noctario - Federico León. 

## Filmografía
Como actriz:
- 2018: En peligro
- 2017: Pendeja, payasa y gorda como Hernández
- 2015: El extraño caso de la mujer acucharada (corto).
- 2012: Los Cipreses como Andrea
- 2009: TL-2, la felicidad es una leyenda urbana
- 2007: Terminal
- 2004: TL-1, mi reino por un platillo volador como Dra. Viviana Schantal[4]
- 1998: Diario para un cuento
- 1998: Cohen vs. Rosi como Paciente de Miriam Cohen.

Como asistente de dirección:
- 2005: Elefante blanco.

## Televisión
- 2000/2001: Buenos vecinos.
- 1994 - 1995 - 1996: El Palacio de la Risa.

## Teatro
Como actriz:
- Las Descamisadas, una gesta, junto con Julia Houllé y Cecilia Ursi.[5]
- TeatroSolo presenta: Éxodo

Como asistente de dirección y coreógrafa:
- Las Multitudes